# デペイズマン
デペイズマン （仏: Dépaysement) とは、「異なった環境に置くこと」を意味するフランス語で、シュルレアリスムの手法の1つ。日常から切り離した意外な組み合わせを行うことによって、受け手に強い衝撃を与えるもので、文学や絵画で用いられる。「デペイズマン」の語は、1921年にパリで開かれたマックス・エルンストのコラージュ展の序文の中で、アンドレ・ブルトンによって動詞「仏: dépayser」として用いられ、さらに1929年にエルンストのコラージュ小説『百頭女（仏: La femme 100 têtes）』の序文で初めて名詞として用いられた。

## マルドロールの歌
デペイズマンの概念を説明する際には、しばしば19世紀の詩人ロートレアモン伯爵の『マルドロールの歌（仏: Chants de Maldoror）』（1869年）の次の一節が引かれる。
シュルレアリスム登場以前のこの詩に表れているように、デペイズマンの技法はシュルレアリスムのみに留まるものではなく、ロシア・フォルマリズムにおける「異化」も類似の概念といえる。

## デペイズマンの例
ルネ・マグリットやジョルジョ・デ・キリコなどの作品における、次のようなものが典型である。
- 場所のデペイズマン - 本来の語源的意味。物をそれが本来あるはずがない場所に置くこと。
  - 「秘密の遊技者」（ルネ・マグリット） - 野球をする人たちの上に黒いオサガメが浮かんでいる。
  - 「谷間の家具」（ジョルジョ・デ・キリコ） - 豪華な椅子が屋外の荒涼とした場所に置かれている。
  - 「贈り物」（マン・レイ） - アイロンの表面にくぎがならんでいる。
  - 「L.H.O.O.Q.」（マルセル・デュシャン） - モナ・リザに口ひげが生えている。
- 大きさのデペイズマン - 対象を実際よりもはるかに大きく、あるいは小さく描くこと。
  - 「盗聴の部屋Ｉ」（ルネ・マグリット） - 部屋いっぱいに、巨大なリンゴが描かれている。
  - 「身の廻り品」（ルネ・マグリット） - 部屋の中に家具より大きなくしやグラスなどがある。
- 時間のデペイズマン - 絵の一部が夜なのに、他の一部が昼であったりする。
  - 「光の帝国」（ルネ・マグリット）
- 材質のデペイズマン - 物の形はそのままで素材がまったく異質なものに置きかえられている。
  - 「毛皮の朝食」（メレット・オッペンハイム） - コーヒーカップが毛皮でおおわれている。
  - 「旅の思い出」（ルネ・マグリット） - 石でできた巨大なリンゴとナシ。
- 人体のデペイズマン - 上半身が魚なのに下半身が人間であったり、上半身が石膏像なのに下半身が人間であったりする。
あるいは、体の一部に木目が入っている、石膏像が血を流している、靴の先が足になっているなど。
  - 「共同発明」（ルネ・マグリット） - 波打ちぎわに上半身が魚・下半身が人間の体をした生き物が横たわっている
  - 「陵辱」（ルネ・マグリット） - 女性の顔が女性の裸体の前面になっている。

## 代表的な芸術家
- ジョルジョ・デ・キリコ
- ルネ・マグリット
- イヴ・タンギー
- ピエール・ロア
- ポール・ナッシュ
- エドワード・ワズワース
- マルセル・デュシャン
- トレヴァー・ブラウン
- マーク・ライデン